# Хаузер, Отто
Отто Хаузер (нем. Otto Hauser; 12 апреля 1874, Веденсвиль, Цюрих — 14 июня 1932, Берлин) — швейцарский торговец-антиквар и археолог-самоучка, исследовавший памятники доисторической Европы, первооткрыватель знаменитых памятников эпохи палеолита в Дордони, где он в 1906—1914 гг. проводил масштабные археологические раскопки. Первооткрыватель микокской индустрии. Учился и длительное время жил в Германии.
После начала Первой мировой войны был вынужден срочно прервать раскопки и 2 августа 1914 г. бежать из Франции в Германию в связи с обвинениями в шпионаже в пользу Германии. В том же месяце его коллекция, другое имущество и письма, находившиеся во Франции, были конфискованы, причём после окончания войны, в 1921 г., данная конфискация была официально подтверждена. В 1916 г. Хаузер защитил диссертацию в Эрлангенском университете на тему «Новая хронология среднего палеолита». Несмотря на разорение, вызванное конфискацией, Хаузеру удалось вскоре вновь заработать немало денег благодаря тому, что его книги о доисторическом периоде стали бестселлерами в германоязычных странах.

## Избранный список сочинений
Научные
- Der blonde Mensch. Verlag «Der Mensch», Danzig 1930.
- Die Germanen in Europa. 4.-6. Aufl. Duncker, Weimar 1924.
- Geschichte des Judentums. Neuausgabe. Duncker, Weimar, 1935.
- Ins Paradies des Urmenschen. 25 Jahre Vorweltforschung. Hofmann & Campe, Hamburg 1922.
- Der Mensch vor 100.000 Jahren. 10.-15. Tsd. Thüringische VA, Jena 1924.
- «La Micoque». Die Kultur einer neuen Diluvialrasse. Verlag Veit, Leipzig 1916.
- Die Urentwicklung der Menschheit. Thüringische VA, Jena 1924.

Беллетристика
- Heiliges Deutschland. Ein Nibelungenroman. Duncker, Weimar 1919.
- Ich und meine fünf Jungen. Tagebuchblätter. Duncker, Weimar 1914.
- Das neue Jerusalem. Ein jüdischer Roman. Verlag Bonz, Stuttgart 1905.